# Oreodera occulta
Oreodera occulta là một loài bọ cánh cứng trong họ Cerambycidae.